# Tỉnh ủy Bến Tre
Tỉnh ủy Bến Tre hay còn được gọi Ban chấp hành Đảng bộ tỉnh Bến Tre là cơ quan lãnh đạo cao nhất của Đảng bộ tỉnh Bến Tre giữa hai kỳ đại hội đại biểu Đảng bộ tỉnh, do Đại hội Đại biểu Đảng bộ tỉnh bầu.
Tỉnh ủy Bến Tre có chức năng thi hành nghị quyết, quyết định của Đại hội Đại biểu Đảng bộ tỉnh Bến Tre, Ban Chấp hành Trung ương Đảng, Ban Bí thư và Bộ Chính trị. Đứng đầu Tỉnh ủy là Bí thư Tỉnh ủy và thường là ủy viên Ban chấp hành Trung ương Đảng.